# Knäsvamp
Knäsvamp eller carpalbursit, är en utgjutning i en slemsäck under huden på framsidan framknäet, som huvudsakligen drabbar nötkreatur, men ibland även hästar. Inträffar skadan på bakben används ofta istället benämninen liggbula.
Tillståndet är en form av knäledsinflammation, där bildning av sjukliga vävnader uppstår i och omkring knäleden. De flesta av de sjukliga förändringarna i knäledskapseln och i denna inneslutna fastare delar, som kan betecknas som knäsvamp, framkallas av en lokal tuberkulös inflammation. 
Ur veterinärmedicinsk synpunkt avses en ansvällning på framknäet, oftast hos nötkreatur, men någon gång även hos hästar, och som vanligen består i en ökad vätskeansamling i en under huden liggande s. k. slemsäck, men någon gång också kan bero  på utgjutning i de på knäets framsida löpande senskidorna. Orsaken är vanligen tryck mot hårda och ojämna stallgolv vid otillräcklig ligghalm. 
Svullnaden uppstår oftast långsamt och är från början mjuk och fluktuerande, men kan med tiden väsentligt förstoras, så att den når storlek av en knuten hand eller mera. Hos nötkreaturen förtjockas väggarna alltmer, och ofta förhornas svulsten på ytan. 
Åkomman medför vanligen ingen större olägenhet och kräver sällan någon särskild behandling. Blir knäsvampen infekterad kan dock en operation behöva tillgripas.